# John L. LeFlore
John L. LeFlore, né le 17 mai 1903 à Mobile dans l'état de l'Alabama, mort le 30 janvier 1976 à Mobile, est un des leaders américains pour l'égalité des droits civiques, fondateur de la branche de la National Association for the Advancement of Colored People de l’Alabama dont il sera le secrétaire général jusqu'à son interdiction par les autorités de l’Alabama en 1956.
Il est l'un des animateurs de la Non-Partisan Voters’ League, par ailleurs, il devient l'un des artisans majeurs de la déségrégation de l'Alabama.
Il est élu en 1974 à la Chambre des représentants de l'Alabama comme candidat du Parti démocrate, son mandat est interrompu par sa mort en 1976.

## Biographie

### Jeunesse et formation
John LeFlore est le fils de Doc LeFlore et de Clara LeFlore, son père meurt alors qu'il est âgé de neuf mois. Élevé par sa mère, il grandit dans une atmosphère où le Ku Klux Klan sème la terreur et où les lynchages d'Afro-Américains sont monnaie courante. Après ses études secondaires à la Owen Academy de Mobile, il est embauché comme postier à l'United States Postal Service, grâce au père de son épouse.

### Carrière
Son emploi de postier ne le met pas à l'abri des discriminations, en 1925 après une altercation avec un Blanc où il est injustement accusé, il décide de prendre contact avec la National Association for the Advancement of Colored People et en 1926 il devient secrétaire général de la section de la NAACP de l'Alabama,. Pour consolider l'action de la NAACP, il noue des contacts avec la National Urban League et le National Negro Congress afin de coordonner des actions revendicatives en faveur des droits civiques, notamment pour l'accès à l'emploi et au logement.
Durant la Seconde Guerre mondiale, des conflits se produisent autour des politiques d'emploi pratiquées par le Chantier naval ADDSCO de Mobile, John Leflore mène alors des actions pour permettre une politique d'emploi et de logement plus équitable,,.
De 1942 à 1952, il travaille comme correspondant local de l'hebdomadaire, le Chicago Defender.
Après la seconde Guerre mondiale, il lance des actions pour qu'il ait une égalité de salaire entre les enseignants afro-américains et blancs dans l'enseignement public de l’Alabama. L'action aboutit grâce au soutien du sénateur Joseph N. Langan (en) qui déclare qu'il bloquera les subventions pour les établissements scolaires tant qu'il n'y aura pas égalité des traitements,.
En 1946, la Chambre des représentants de l'Alabama vote l'amendement Boswell qui a pour but d’empêcher le vote des Afro-Américains par un examen préalable où ceux-ci devaient montrer leur compréhension des divers articles de la Constitution des États-Unis, pour pouvoir être inscrits sur les listes d'électeurs. John Leflore mobilise la NAACP et obtient à nouveau le soutien du Sénateur Joseph N. Langan et celui de la Voters and Veterans' League / Ligue des électeurs anciens combattants, pour lancer des procédures judiciaires pour abroger cet amendement. La cour de district des États-Unis du sud Alabama déclare le 7 janvier 1949 (cas : Davis v. Schnell, 81 F. Supp. 872 S.D. Ala. 1949) que l'amendement Boswell est inconstitutionnel, contraire au Quinzième amendement de la Constitution des États-Unis qui dans sa section 1 stipule : « Le droit de vote des citoyens des États-Unis ne sera dénié ou limité par les États-Unis, ou par aucun État, pour des raisons de race, de couleur, ou de condition antérieure de servitude »,,. Grâce à cette action le nombre d’électeurs afro-américains ne cessera de croître, croissance qui permet au vote "noir" de jouer en faveur de tel ou tel candidat, c'est ainsi que Joseph N. Langan sera régulièrement élu à diverses charges grâce au soutien de la NAACP et donc de John LeFlore et ils luttent ensemble contre l'emprise du Ku Klux Klan sur l’Alabama,.
Le 17 mai 1954, la Cour suprême des États-Unis rend l'arrêt Brown v. Board of Education (Brown contre les Services de l'éducation de Topeka dans le Kansas) qui déclare inconstitutionnelle la ségrégation raciale dans les écoles publiques car violant le Quatorzième amendement de la Constitution des États-Unis,. L’Alabama, comme d'autres États du Sud, refuse d'appliquer cet arrêt, alors commence un combat entre la NAACP et les autorités de l'Alabama qui aboutit, en juin 1956, à une décision du Procureur général de l'Alabama, John Malcolm Patterson, qui déclare la section de la NAACP de l’Alabama illégale, décision qui sera appliquée jusqu'en 1964,.
Ne pouvant plus agir au nom de la NAACP, John LeFlore, pour continuer son combat pour les droits civiques, crée la Non-Partisan Voters League/ Ligue des électeurs non partisans à Mobile en 1956,.
En 1957, sous l'égide de la Non-Partisan Voters League, il lance les « Pink sheets » (feuilles roses), qui lors des élections établissent la liste des candidats favorables à la cause des Afro-Américains, initiative qui mobilise les électeurs afro-américains et montre le poids du vote noir dans les élections.
À partir des années 1960, les actions jugées trop prudentes de John Leflore sont contestées, c'est ainsi qu'en 1966, des jeunes militants afro-américains créent le Neighborhood Organized Workers (organisation de quartier des travailleurs) de Mobile (NOW).
Malgré ses succès de déségrégation des écoles, des services publics, des boutiques dans la ville de Mobile, son foyer a été l'objet d'un attentat terroriste venant de militants radicaux des droits civiques,.
Il se lance dans des campagnes électorales, il échoue aux élections sénatoriales de 1972 (en)) sous la bannière du National Democratic Party of Alabama (en), mais en 1974 il est élu à la Chambre des représentants de l'Alabama, depuis la période dite de la Reconstruction, il est le premier Afro-Américain à être élu à ce poste avec Jerome G. Cooper (en), élu la même année.

### Vie privée
En 1922, il épouse Teah Jessie, Beck, LeFlore, le couple a quatre enfants.
Mort le 30 janvier 1976 à son domicile des suites d'un infarctus du myocarde, John Leflore est inhumé au cimetière Magnolia de Mobile.

### Archives
Les archives de John LeFlore sont déposées et consultables à la bibliothèque de l'université du Sud de l'Alabama de Mobile, la Doy Leale McCall Rare Book and Manuscript Library/ bibliothèque Doy Leale McCall des livres rares et des manuscrits,.

## Hommages
Une High School (lycée) publique de l'Alabama porte son nom : la LeFlore Magnet High School (en), au 700 Donald Street, Mobile,,.
En 2010 est érigé à Mobile un monument représentant en statue John LeFlore et Joseph N. Langan se serrant la main.

## Pour approfondir

#### Articles anglophones
- Bruce Nelson, « Organized Labor and the Struggle for Black Equality in Mobile during World War II », The Journal of American History, vol. 80, no 3,‎ 1993, p. 952-988 (37 pages) (lire en ligne ),
- Dorothy Autrey, « "Can These Bones Live?": The National Association for the Advancement of Colored People in Alabama, 1918-1930 », The Journal of Negro History, vol. 82, no 1,‎ 1997, p. 1-12 (12 pages) (lire en ligne ),
- Michael J. Klarman, « The White Primary Rulings: A Case Study in the Consequences of Supreme Court Decisionmaking », Florida State University Law Review, vol. 29, no 1,‎ 2001 (lire en ligne).

#### Essais
- (en-US) Neil Foley, Peter Iverson, Steven F. Lawson, Civil Rights in America : Racial Voting Rights, National Historic Landmarks Program, 2009, 167 p. (lire en ligne),
- (en-US) Kevern Verney, Lee Sartain et Adam Fairclough, Long Is the Way and Hard : One Hundred Years of the NAACP, Fayetteville, Arkansas, University of Arkansas Press, 2009, 348 p. (ISBN 978-1-55728-909-4, lire en ligne),
- (en-US) Joseph Mark Bagley, School Desegregation, Law and Order, and Litigating Social Justice in Alabama, 1954-1973, Georgia State University, 2014, 805 p. (lire en ligne).